# Roosevelt (Buenos Aires)
Roosevelt is een plaats in het Argentijnse bestuurlijke gebied Rivadavia in de provincie Buenos Aires. De plaats telt 288 inwoners (2001).